# Team UP
《Team UP》是臺灣女子偶像團體AKB48 Team TP的第9張單曲。同名標題曲是AKB48 Team TP第三首原創歌曲，由蔡伊柔擔任Center（中心成員）。

## 背景
《Team UP》是AKB48 Team TP在2025年發行的第九張實體單曲，於2024年10月20日公佈選拔成員。
本次主打歌曲《Team UP》為AKB48 Team TP第三首原創單曲。單曲選拔成員為12人編制。
2025年1月10日，公布第9張單曲收錄曲《奇蹟瞬間》及《微笑ED》。《奇蹟瞬間》由AKB48 Team TP第二回猜拳大會第1名Unit TIC TAC TOE研究生陳嘉儀擔任Center，《微笑ED》為在籍的全體2期生畢業曲。
1月22日，公布第9張單曲收錄曲《微笑ED》MV。
1月24日，第9張單曲於各大音樂串流平台上架，《Team UP》並於1月手牽手公演初披露。
2月11日，第9張單曲《Team UP》MV上架。
2月14日，實體單曲發行。

## 單曲版本
《Team UP》共有兩種版本，Type-A及Type-B兩版本僅有封面及內含生寫真上的差異，A盤12位選拔成員各3款（共36款）；B盤則含《微笑ED》7位成員生寫真各3款（共21款），兩版本均含CD及一張DVD，並包含於2024年4月26、27日舉辦之「AKB48 Team TP 第九張單曲發售紀念握手會」握手券乙張及精美寫真歌詞本16頁。

## 收錄曲目
| CD   | CD           | CD       | CD              | CD               | CD     | CD   |
| 曲序 | 曲目         |          | 作曲            | 编曲             | 原曲   | 时长 |
| ---- | ------------ | -------- | --------------- | ---------------- | ------ | ---- |
| 1.   | 《Team UP》  | Presto'C | 青柳諒          |                  | 原創曲 | 4:27 |
| 2.   | 《奇蹟瞬間》 | 天樂     | 青柳諒          |                  | 原創曲 | 3:42 |
| 3.   | 《微笑ED》   | Presto'C | HaTo (旋律工房) | no_my (旋律工房) | 原創曲 | 3:46 |

## 選拔成員
成员的所属为单曲发行日的情况。

### Team UP
（中心成員：蔡伊柔）
- Unit TIC TAC TOE正式生：劉曉晴、林于馨
- Unit Peek A Boo正式生：蔡亞恩、林易沄、蔡伊柔、宮田留佳、周家安
- Unit TIC TAC TOE研究生：張少瞳、孟庭筠、伊品
- Unit Peek A Boo研究生：蘇姮羽、陳穎臻

蔡伊柔首次擔任Center。蘇姮羽、孟庭筠和陳穎臻首次參與選拔。周家安自《無根無據Rumor》相隔三作回歸；上張單曲的選拔成員之中，除了宣布畢業的翁彤薫外，潘姿怡、董子瑄和黃奕霖均未進入本次選拔名單。

### 奇蹟瞬間
（中心成員：陳嘉儀）
- Unit TIC TAC TOE正式生：潘姿怡、翁彤薰
- Unit Peek A Boo正式生：蔡伊柔
- Unit TIC TAC TOE研究生：張少瞳、林瑋庭、陳泰琌、陳嘉儀
- Unit Peek A Boo研究生：蘇姮羽

由AKB48 Team TP第二回猜拳大會首8名演唱。

### 微笑ED
- Unit TIC TAC TOE正式生：翁彤薰、吳騏卉
- Unit Peek A Boo正式生：宮田留佳、周家安
- 畢業成員：袁子筑、林亭莉、吳婉淩

由在籍的全體2期生演唱。完整版MV於2025年1月22日發布。